# Nagy-Britannia irodalma
Nagy-Britannia irodalma a területén élő népek és nyelvek szerint a következőképpen csoportosítható:
- Angol irodalom
- Skócia irodalma
- Wales irodalma
- Korni irodalom

Valamint részben ide sorolható az ír irodalom is a korábban brit fennhatóság alatt álló Írország, illetve a mai Egyesült Királyság részét alkotó Észak-Írország révén. Lásd:
- Írország irodalma
- Észak-Írország irodalma